# Picumne de Verreaux
Verreauxia africana
Genre
Espèce
Statut de conservation UICN

 LC  : Préoccupation mineure
Le Picumne de Verreaux (Verreauxia africana) est une espèce d'oiseaux de la famille des Picidae.
Cet oiseau vit en Afrique centrale (rare en Centrafrique et en République du Congo).